# Trent Sainsbury
Trent Sainsbury, né le 5 janvier 1992 à Perth en Australie, est un footballeur international australien qui joue au poste de défenseur central aux Central Coast Mariners.

## Biographie

### Carrière internationale
Trent Sainsbury est sélectionné en sélection australienne pour la Coupe du monde des moins de 20 ans de 2011 qui se déroule en Colombie, où il joue tous les matchs en tant que titulaire.
Blessé au genou, Sainsbury ne peut participer à la Coupe du monde 2014.
Il honore sa première sélection en A le 4 septembre 2014 lors d'un match amical contre la Belgique (défaite 2-0).
Il est retenu par Ange Postecoglou pour disputer la Coupe d'Asie de 2015 qui se déroule en Australie. 
Il fait partie des 23 joueurs australiens participant à la Coupe du monde 2018, où il joue les trois matchs des Socceroos dans leur intégralité.  
Il compte 46 sélections pour 3 buts en équipe d'Australie depuis 2014.

## Palmarès
- Avec le Central Coast Mariners :
  - Champion d'Australie en 2013

- Avec le PEC Zwolle :
  - Vainqueur de la Coupe des Pays-Bas en 2014
  - Vainqueur de la Supercoupe des Pays-Bas en 2014

- Coupe d'Asie des Nations en 2015

### Distinctions personnelles
- Élu footballeur océanien de l'année en 2013
- Figure dans l'équipe type de la Coupe d'Asie 2015.